# Evy Palm
För den svenska konstnären, se Ewy Palm
Evy Gunilla Palm, född 31 januari 1942 i Lidköping, är en svensk långdistans- och maratonlöpare. Hon är känd för att ha haft sin prestationstopp relativt sent i livet. Hon har bland annat vunnit Göteborgsvarvet, Tjejmilen och Stockholm Marathon och representerat Sverige i OS i Seoul 1988. Palm springer för Mölndals AIK.

## Biografi
Evy Palm satte skolrekord i 60 meter, men det var aldrig någon som då riktigt fångade upp hennes intresse för idrotten. Hon träffade sin man Ulf, fick två döttrar och arbetade som köksansvarig i matbespisningen på en skola i Lidköping.
I slutet av 70-talet joggade Palm ett par gånger i veckan. Hon läste i lokaltidningen om ett lokalt terränglopp och hon anmälde sig till året därpå och vann. Hennes tävlingsnerv hade väckts till liv, och i takt med att döttrarna blev äldre och klarade sig själva ökade hon på träningen och längden på distanserna.
1980 följde hon med maken till Stockholm där han skulle springa Stockholm Maraton. Hon anmälde sig till loppet följande år och kom in som tionde kvinna på tiden 3:07:23. Hon tränade nu för att komma under tre timmar, vilket hon gjorde följande år i Örebro City Marathon, på tiden 2:48:03.
1983 debuterade Palm i landslaget under VM i Helsingfors. Det gick inte något vidare p.g.a. sjukdom. Men hon fick upprättelse senare samma år då hon blev svensk mästare i både halvmaraton och 5000 meter.
När hon 1986 för första gången vann Stockholm Marathon, 44 år gammal, på tiden 2:34:42 blev hon omskriven världen över. Konkurrenterna var 10–20 år yngre.
1988 representerade hon Sverige i OS i Seoul, där hon kom på 24:e plats.
Palm gjorde sina bästa resultat mellan 47 och 49 års ålder och menar själv att ens topp som elitlöpare har mer att göra med när man börjar än den ålder man har, eftersom tiden som elitlöpare är begränsad. Hon menar att om leder och ligament är färdigutvecklade då man påbörjar en elitträning blir skaderisken mindre och att det var hennes sena start som gjorde att hon fick vara relativt skadefri under sin karriär. För Palm var det 1991 som kroppen började säga emot. Hon strävade mot att springa under 2.30 på maraton men började få ont i sittbenens fästen. Löparkarriären var över.
Palm var med i Mästarnas mästare 2011 men åkte ut i det fjärde avsnittet i nattduellen mot Maria Brandin. Hon vann mot Robert Prytz i nattduellen efter att kommit sist totalt i tema psykisk styrka med 9 poäng. Hennes rekord i tävlingen gripkraft (4 minuter, 10 sekunder) stod sig till säsongen 2023 när det togs över av Jonna Adlerteg.

## Resultat

### 10 000 meter
Hennes bästa tid på 10 000 m är från Helsingfors 1988 då hon noterade 32:34:05. Det står sig (augusti 2016) som den fjärde bästa tiden på distansen i Sverige genom tiderna.

### Halvmaraton
Bästa tiden på halvmaran, 1:11:18, kom i Östnor 1988. Tiden stod sig som svenskt rekord till 2012 då hon fick lämna över titeln till Isabellah Andersson, Hässelby.
| Tid     | Tävling                 | År         | Placering | Kommentar       |
| ------- | ----------------------- | ---------- | --------- | --------------- |
| 1:12:24 | Haag Halvmarathon, Haag | 1988-03-26 | 1         | [ 9 ]           |
| 1:11:18 | Östnor Halvmarathon     | 1988-07-16 |           | Svenskt rekord. |

### Maraton
Sin bästa tid på maraton, 2:31:05, gjorde hon i London 1989. Tiden stod sig som svenskt rekord till 2003, då Lena Gavelin tog sig under. (Runners World nr 5 2007).
| Tid     | Tävling              | År         | Placering | Kommentar                               |
| ------- | -------------------- | ---------- | --------- | --------------------------------------- |
| 3:07:23 | Stockholm Marathon   | 1981       | 10        | Första maratonloppet.                   |
| 2:48:03 | Örebro City Marathon | 1981       |           | Första gången under tre timmar.         |
| 2:43:25 | London               | 1983       |           | Internationell debut.                   |
| 2:36:58 | Stockholm Marathon   | 1983       |           | Nytt personbästa.                       |
| 2:34:42 | Stockholm Marathon   | 1986       | 1         | Första vinsten Stockholm Maraton.       |
| 2:35:14 | Stockholm Marathon   | 1987       | 1         | Andra vinsten Stockholm Maraton.        |
| 2:34:41 | Sommar OS Seoul      | 1988       | 24        | OS.                                     |
| 2:33:26 | Stockholm Marathon   | 1989       | 1         | Tredje vinsten Stockholm Maraton.       |
| 2:31:05 | London Marathon      | 1989-04-23 |           | Personbästa och svenskt rekord i 14 år. |

### Veteranvärldsrekord
Evy Palm är fortfarande (2012) världens genom tiderna snabbaste kvinna i halvmaraton och 10 000 m på utomhusbana i 45-49-årsklassen.

| Gren                 | Kategori | Tid      | Ålder | Datum/Plats             | Regerade tom | Ranking idag |
| -------------------- | -------- | -------- | ----- | ----------------------- | ------------ | ------------ |
| 10 000 m utomhusbana | 45-49 år | 32:34,06 | 46 år | 04 sep 1988/Helsingfors | Regerande    | 1            |
| 10 000 m utomhusbana | 40-44 år | 32:47,25 | 44år  | 05 jul 1986/Oslo        | 13 jul 1994  | 8            |
| 5 000 m utomhusbana  | 45-49 år | 16:17,5  | 45 år | 04 jul 1987/Oslo        | 01 jun 1996  | 3            |
| 5 000 m utomhusbana  | 40-44 år | 16:02,88 | 43 år | 17 jul 1985/Oslo        | 18 jun 1994  | 8            |
| Maraton              | 45-49 år | 2:31,05  | 47 år | 23 apr 1989/London      | 08 okt 2001  | 3            |
| Halvmaraton          | 45-49 år | 1:11,18  | 46 år | 16 jul 1988/Östnor      | Regerande    | 1            |